# تخریب اشترکر
تخریب اشترکر(به انگلیسی: Strecker degradation) یک واکنش شیمیایی است که از طریق یک واسطه ایمینی، یک آلفا-آمینو اسید را به آلدهید حاوی زنجیره جانبی تبدیل می‌کند. این واکنش به افتخار آدولف اشترکر، شیمی‌دان آلمانی نامگذاری شده‌است.
در واکنش اصلی که توسط اشترکر توصیف شد از آلوکسان به عنوان عامل اکسنده در مرحله اول استفاده می‌شود، سپس با آبکافت گونه واسط، محصول نهایی تولید می‌شود:
این واکنش می‌تواند با استفاده از انواع واکنشگرهای آلی و معدنی انجام شود.